# Nakuru Lacuna
La Nakuru Lacuna è una struttura geologica della superficie di Titano.